# Deschampsia robusta
Deschampsia robusta là một loài cỏ thuộc họ Poaceae. Loài này có ở đảo Gough.